# Розтріщеник притуплений
Розтріщеник притуплений (Schistidium submuticum) — вид мохів порядку гріміальних (Grimmiales).

## Поширення
Батьківщиною є Європа, Північна Америка, Азія.
Цей вид є низинним, росте на відкритому вапняку; на висотах від 70 до 900 метрів.